# Van Buren (Missouri)
Pour les articles homonymes, voir Van Buren.
La ville de Van Buren est le siège du comté de Carter, situé dans l'État du Missouri, aux États-Unis. Lors du recensement de 2010, sa population s’élevait à 819 habitants.
La municipalité s'étend sur 2 milles carrés (5,18 km2).

## Monuments
La Carter County Courthouse est inscrite au Registre national des lieux historiques depuis le 6 octobre 2022.